# 选数管

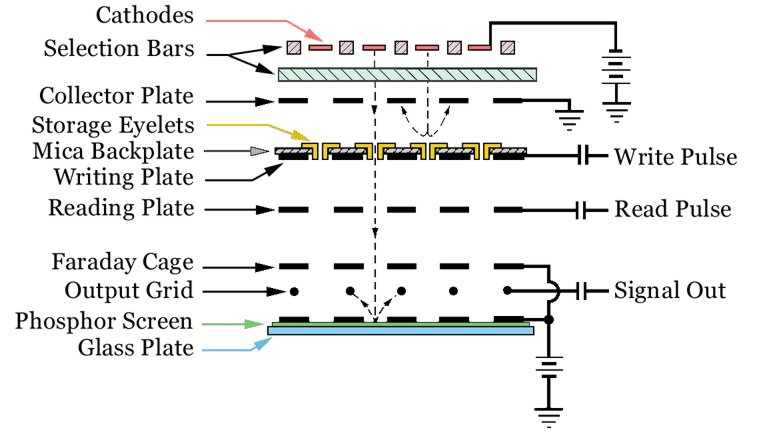
选数管截面图

选数管（英語：Selectron tube），是数字计算机存储设备的一种早期形式。选数管是在美籍俄裔發明家弗拉基米尔·佐利金（Владимир Козьмич Зворыкин，以发明电视机知名）的指导下，由Jan A. Rajchman和他的团队在RCA公司研发的。在磁芯記憶體开始广泛流行之前，选数管的开发团队并未能够生产出可用于商业的选数管，因此，直到今天，选数管在应用上仍然不为大多数人了解。

## 专利
- 美國專利第2,494,670号 Cylindrical 4096-bit Selectron
- 美國專利第2,604,606号 Planar 256-bit Selectron